# Пам'ятки архітектури Краснопільського району
У Краснопільському районі Сумської області на обліку перебуває 28 пам'яток архітектури.
| №  | Назва                                 | Дата спорудження      | Місце                                                |
| -- | ------------------------------------- | --------------------- | ---------------------------------------------------- |
| 1  | Воскресенська церква                  | 1808                  | с. Великий Бобрик, у центральній частині села.       |
| 2  | Церковнопарафіяльна школа             |                       | с. Великий Бобрик.                                   |
| 3  | Церква                                |                       | с. Верхня Пожня.                                     |
| 4  | Млин                                  | 1914                  | с. Грабовське, на північній околиці села.            |
| 5  | Михайлівська церква                   |                       | с. Грунівка                                          |
| 6  | Церковнопарафіяльна школа             |                       | с. Грунівка.                                         |
| 7  | Троїцька церква                       |                       | с. Запсілля.                                         |
| 8  | Двокласне училище                     |                       | смт. Краснопілля.                                    |
| 9  | Залізничний вокзал                    |                       | смт. Краснопілля.                                    |
| 10 | Іллінська церква                      |                       | смт. Краснопілля.                                    |
| 11 | Успенська церква                      |                       | с. Мала Рибиця.                                      |
| 12 | Будинок купця Слитіна                 | 1905                  | с. Миропілля, вул. Леніна, 2.                        |
| 13 | Будинок священика                     | 19 ст.                | с. Миропілля, вул. Леніна, 41.                       |
| 14 | Дзвіниця Спасо-Преображенської церкви | 1883                  | с. Миропілля, передмістя Студенок.                   |
| 15 | Жіноча гімназія                       | 19 ст.                | с. Миропілля, вул. Леніна, 9.                        |
| 16 | Земська лікарня                       | 1903                  | с. Миропілля, південна околиця села.                 |
| 17 | Земська школа                         | 19 ст.                | с. Миропілля, вул. Леніна, 5.                        |
| 18 | Лавка                                 | 19 ст.                | Краснопільський р-н., с. Миропілля, вул. Леніна, 72. |
| 19 | Миколаївська церква                   | 1885                  | с. Миропілля, передмістя                             |
| 20 | Особняк                               | 19 ст.                | с. Миропілля, вул. Леніна, 17                        |
| 21 | Садибний будинок Глуховцева           | 19 ст.                | с. Миропілля, вул. Леніна, 1.                        |
| 22 | Церковнопарафіяльна школа             | 19 ст.                | с. Миропілля, передмістя Студенок.                   |
| 23 | Церковнопарафіяльна школа             | 1883                  | с. Миропілля, вул. Леніна, 5.                        |
| 24 | Чоловіча гімназія                     | 19 ст.                | с. Миропілля, передмістя Студенок.                   |
| 25 | Свято-Дмитріївський монастир          |                       | с. Рясне                                             |
| 26 | Троїцька церква                       | 1808                  | с. Славгород, центр.                                 |
| 27 | Іллінська церква                      | 1848                  | с. Угроїди.                                          |
| 28 | Цукровий завод                        | кін. 19 — поч. 20 ст. | с. Угроїди.                                          |